# 吉瑟拉大街站
吉瑟拉大街站（德語：U-Bahnhof Giselastraße）是一座慕尼黑地铁3号线和6号线位于施瓦宾西的一座车站，位于大学站和慕尼黑自由广场站之间，毗邻慕尼黑大学心理学系和食堂。本站得名于同名街道吉瑟拉大街（德語：Giselastraße），而来源于女大公奥地利的吉塞拉，她是巴伐利亚的利奥波德王子的妻子。本站于1971年10月19日开通运营，车站内部装饰由保罗·内斯特勒（Paolo Nestler）负责设计。